# Коппарваллен
Коппарваллен (швед. Kopparvallen) — футбольный стадион в шведском городе Отвидаберг домашняя арена футбольного клуба «Отвидабергс ФФ». Открыт в 1920 году под названием Отвидабергс Идроттсплатс (швед. Åtvidabergs Idrottsplats). Максимальная вместимость стадиона составляет 8 000 зрительских мест. Арена находится в собственности коммуны Отвидаберг.

## История
В 1915 году компания AB Åtvidabergs förenade industrier решила построить стадион в болотной местности и получила 14 000 крон субсидий из государственного бюджета. В 1918 году был получен ещё один грант в размере 15 000 и доставлены строительные принадлежности. Открытие спортивной площадки состоялось в 1920 году матчем между «Отвидабергс ИФ» и «ИК Слейпнер», который завершился поражением хозяев поля со счетом 3:6.
В 1932 году была возведена деревянная трибина вдоль боковой линии, которая в конце концов стала едва ли не главной достопримечательностью стадиона. А четыре года спустя директор компании Åtvidabergs industrier Элоф Эрикссон предложил назвать стадион «Коппарваллен», отметив таким образом добычу меди, которая проводилась на этом месте («Koppar» переводится как «медь» со шведского). Переименование арены было приурочено к открытию спортивной ярмарки в августе 1936 года. В следующем году были возведены деревянные входные ворота с домиками для кассиров, а в 1942 году к комплексу добавилось ещё одно поле.
В начале 60-х годов XX века интерес к футбольным матчам в Отвидаберге значительно вырос: матчей стало проводиться больше, и зрители тоже посещали игры в значительно большем количестве. В связи с этим остро заметными стали проблемы несколько устаревшего стадиона, особенно бросались в глаза недостатки строительства и дренажа. Поэтому даже приходилось переносить матчи в другие места. Стадион нуждался в ремонте, и в течение 1965—1971 годов игровая площадка была увеличена до размеров 105х68 метров, улучшена дренажная система, построены новая трибуна, система освещения, вход и помещения туалетов. В том же году был возведён новый клубный музей, который сгорел в 1992 году, в связи с чем было потеряно много раритетных вымпелов, вырезок из газет и других ценных экспонатов из истории «Отвидабергс ФФ». Сокровищница трофеев была восстановлена лишь через два года после пожара.
Рекорд посещаемости стадиона был установлен 5 мая 1968 года в матче между «Отвидабергс ФФ» и футбольным клубом «Норрчепинг», который посетили 11 049 зрителей. Поединок завершился победой хозяев поля со счетом 3:1.
В связи с кризисом 1972—1973 гг компания Facit (бывшая Åtvidabergs industrier) продала «Коппарваллен» фирме Electrolux, которая, в свою очередь, перепродала его в 1974 году коммуне Отвидаберг по рыночной цене. С того времени и по сегодняшний день арена находится в собственности коммуны.
После попадания «Отвидабергс ФФ» в Кубок УЕФА как финалиста Кубка Швеции, в 2005 году вновь остро встал вопрос реконструкции стадиона. «Коппарваллен» не был сертифицирован УЕФА ввиду значительных нарушений норм, поэтому команда была вынуждена играть на Верендсваллене в городе Векшё или на Идроттспаркене в Норрчёпинге. После того, как в 2009 году стало понятно, что «Отвидабергс ФФ» возвращается в Аллсвенскан, начались дискуссии о будущем стадиона. В течение зимнего перерыва была проведена очередная реконструкция, во время которой были установлены новые места для сидения, оборудованы стенды для сувениров, а также приведены в надлежащее положение туалеты и места для прессы. А в июле 2010 года травяное покрытие футбольного поля было заменено на искусственное.
Однако едва ли не самые большие изменения в собственной истории стадион претерпел во втором десятилетии XXI века. Накануне сезона 2012 началась масштабная реконструкция, которая должна была закончиться только в 2014. В рамках проекта было запланировано построить новые трибуны, изменить качество освещения и реконструировать некоторые исторические элементы арены. Главной задачей стало создание современного спортивного комплекса, который, тем не менее, остался бы уютным.